# Ferreira (piłkarz)
Ferreira, właśc. Antenor Ferreira de Carvalho Filho (ur. 1 listopada 1933 w Très Rios) – brazylijski piłkarz, występujący na pozycji napastnika.

## Kariera klubowa
Ferreira występował w Américe Rio de Janeiro.

## Kariera reprezentacyjna
W reprezentacji Brazylii Ferreira zadebiutował 12 czerwca 1956 w wygranym 2-0 meczu z reprezentacją Paragwaju, którego stawką było Copa Oswaldo Cruz 1956. Był to udany debiut, gdyż Ferreira zdobył obie bramki. Również w drugim swoim meczu w reprezentacji z Paragwajem zdobył bramkę. W czwartym meczu w kadrze z Włochami Ferreira zdobył bramkę. Ostatni raz w reprezentacji wystąpił 8 lipca 1956 w zremisowanym 0-0 meczu z reprezentacją Argentyny. Dzięki temu remisowi Brazylia zdobyła Copa del Atlantico 1956.